# Terry Holland
Michael Terrence Holland, detto Terry (Clinton, 2 aprile 1942 – Charlottesville, 26 febbraio 2023), è stato un cestista, allenatore di pallacanestro e dirigente sportivo statunitense.

## Palmarès

### Allenatore
- Campione NIT (1980)